# Możajsk
Możajsk (ros. Можайск) – miasto w Rosji, w obwodzie moskiewskim, nad Moskwą. Około 30 tys. mieszkańców (2020).
W mieście rozwinął się przemysł spożywczy, odzieżowy oraz poligraficzny. Znajduje się tu stacja kolejowa Możajsk, położona na linii Moskwa – Mińsk – Brześć.
Miasto w czasach średniowiecznych było siedzibą kniaziów możajskich.

## Galeria

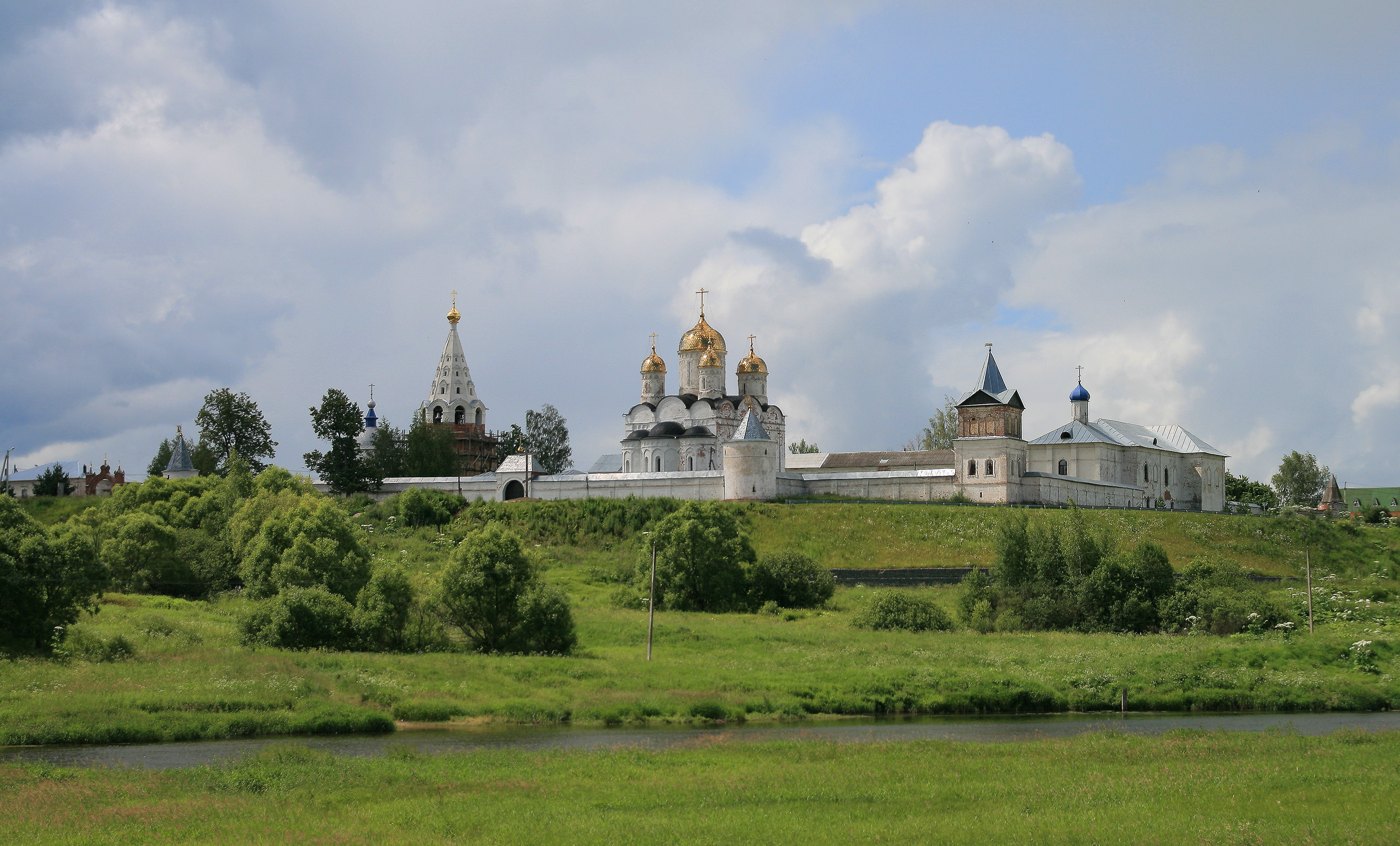
Monaster Narodzenia Najświętszej Maryi Panny
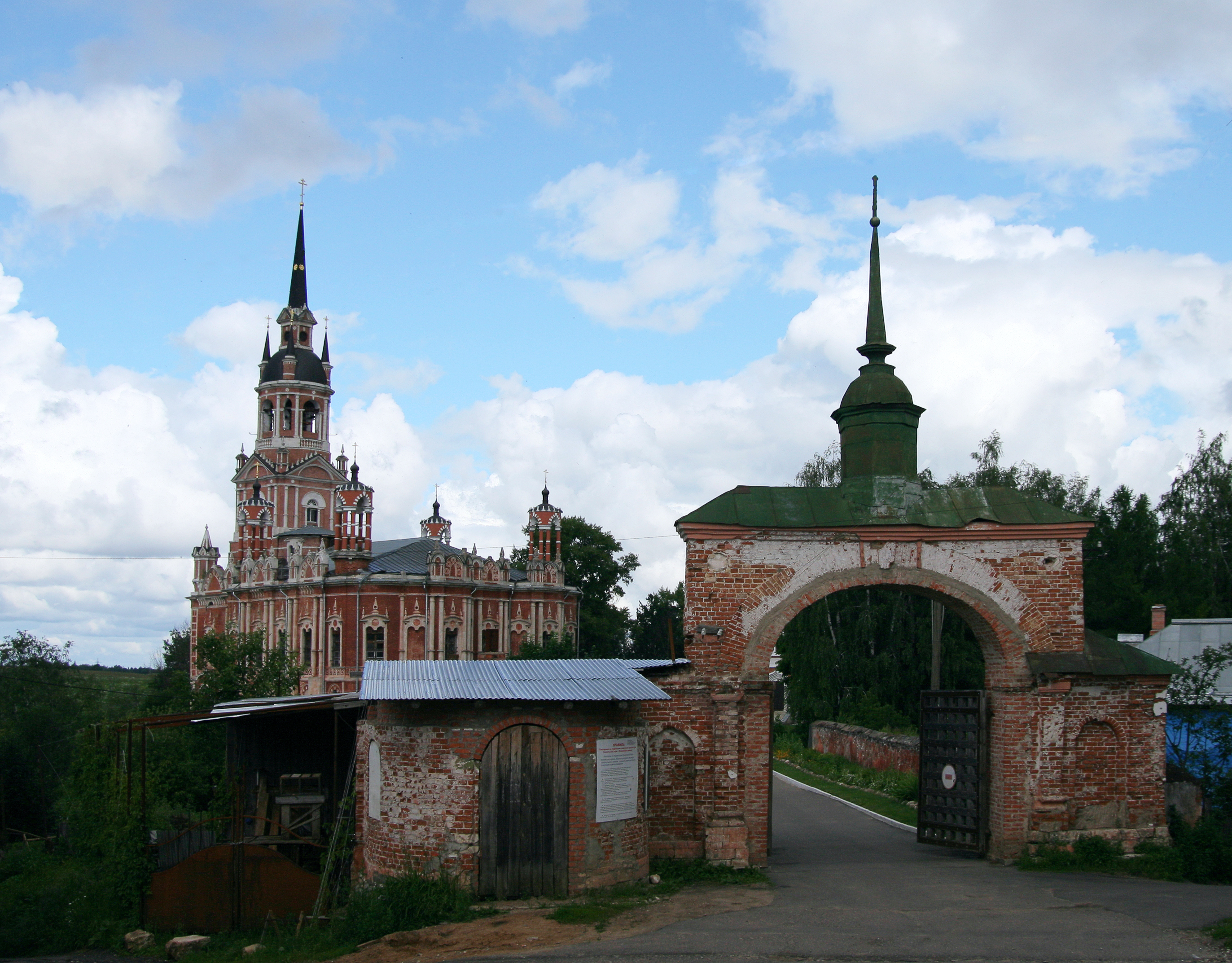
Kreml wraz z Soborem św. Mikołaja Możajskiego
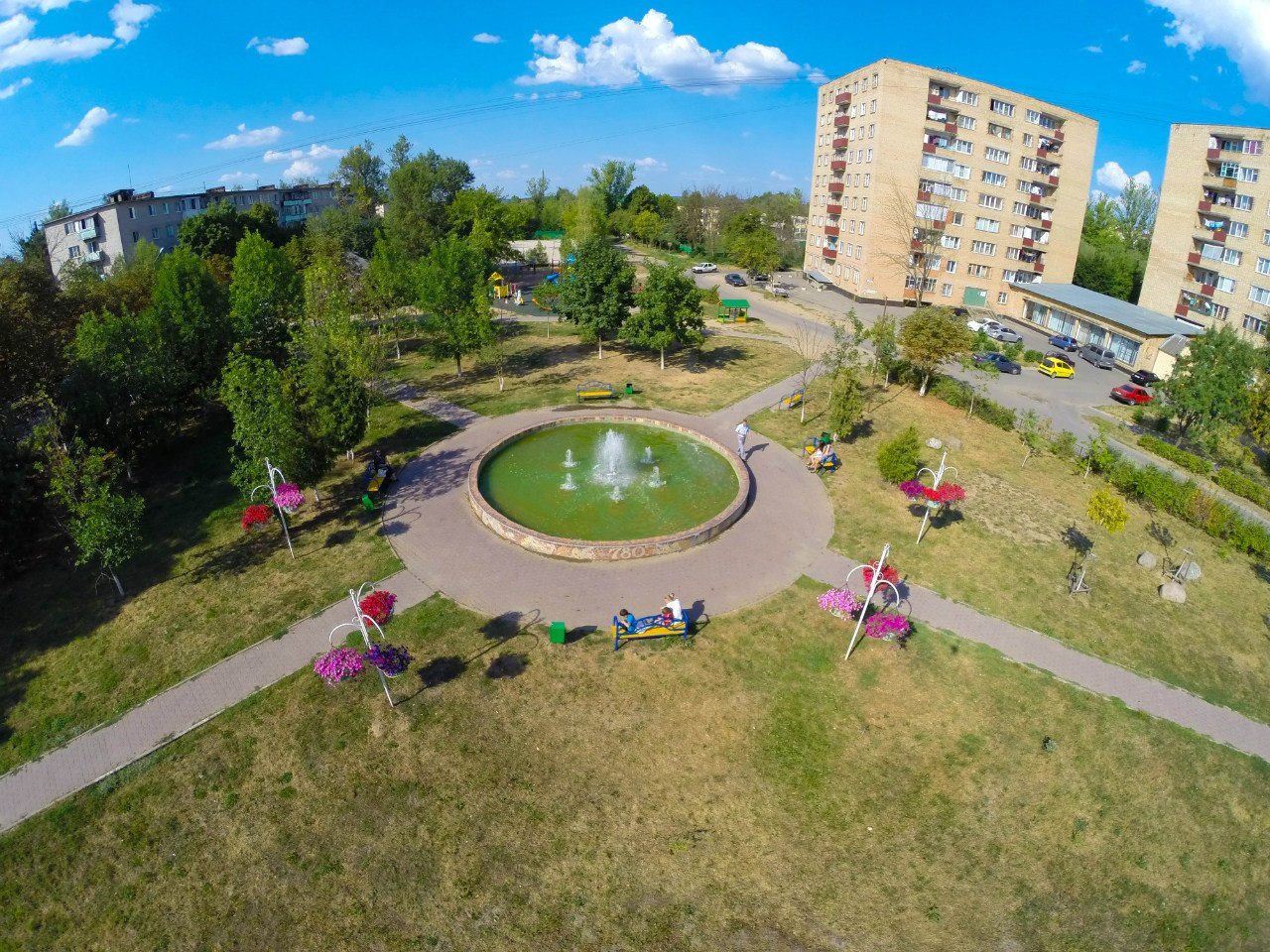
Fontanna w centrum z jednego z osiedli Możajska
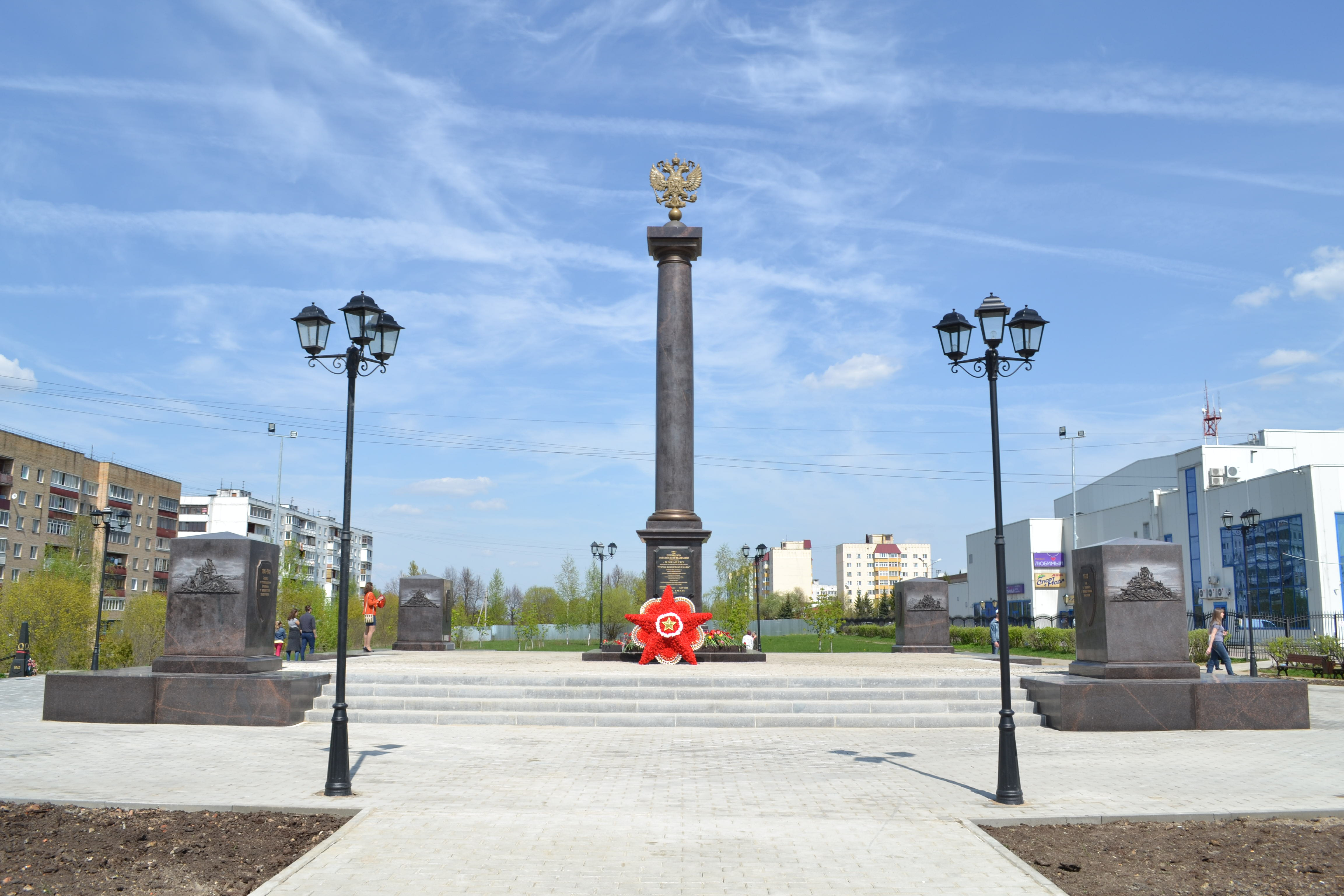
Kolumna Miasto Militarnej Chwały

## Miasta partnerskie
- Perejasław, Ukraina
- Wilejka, Białoruś
- Drochtersen, Niemcy
- Gagarin, Rosja
- Château-du-Loir, Francja
- Lohja, Finlandia
- Etropole, Bułgaria
- Ujazd, Polska
- Derbent, Rosja
- Peresław Zaleski, Rosja